# Баурчи-Молдовень
Баурчи-Молдовень (рум. Baurci-Moldoveni) — село в Кагульском районе Молдавии. Относится к сёлам, не образующим коммуну.

## География
Село расположено на высоте 75 метров над уровнем моря.

## Население
По данным переписи населения 2004 года, в селе Баурчи-Молдовень проживает 2226 человек (1062 мужчины, 1164 женщины).
Этнический состав села:
| Национальность | Число жителей | Процентный состав |
| -------------- | ------------- | ----------------- |
| молдаване      | 2147          | 96,45             |
| болгары        | 30            | 1,35              |
| украинцы       | 15            | 0,67              |
| румыны         | 15            | 0,67              |
| русские        | 10            | 0,45              |
| гагаузы        | 6             | 0,27              |
| поляки         | 1             | 0,04              |
| прочие         | 2             | 0,09              |
| Всего          | 2226          | 100 %             |